# Урбан IV (папа)
Папа Урбан IV (на латински: Urbanus.PP.IV), роден Жак Панталеон (на френски: Jacques Pantaléon) е глава на Католическата църква, един от малкото не-духовници избрани за папа.